# Čeminac
Čeminac (en hongrois : Laskafalu, en serbe en écriture cyrillique : Чеминац, en allemand : Laschkafeld) est un village et une municipalité située dans le comitat d'Osijek-Baranja, en Croatie. Au recensement de 2001, la municipalité comptait 2 856 habitants, dont 89,57 % de Croates et le village seul comptait 1 108 habitants. Čeminac est une municipalité sous-développée qui est statistiquement classée comme Zone de préoccupation spéciale de l'État de première catégorie (en) par le gouvernement croate.

## Géographie
Čeminac est situé dans la partie centrale de la Baranja (en) croate et est entouré par les municipalités de Jagodnjak, Beli Manastir, Kneževi Vinogradi, Bilje et Darda.
La municipalité de Čeminac comprend les localités suivantes :
- Čeminac - 1 108
- Grabovac - 895
- Kozarac - 789
- Mitrovac - 64
- Novi Čeminac - 390

## Histoire
Ce village est fondé par les Souabes du Danube (Schwowe) en 1720 à partir de Fulda et Eisfeld, et est appelé localement Stifolder. La région de Čeminac abritait une importante population de Souabes du Danube avant la fin de la Seconde Guerre mondiale. Lorsque l'Armée rouge traverse le Danube à Batina, la plupart de ces Allemands sont partis et leurs biens sont confisqués par le gouvernement de la Yougoslavie communiste.

## Démographie
La région de Čeminac compte 3 500 habitants répartis en 1 100 ménages.
Groupes ethniques dans la municipalité (recensement de 2011):
- 88,24 % Croates
- 5,91 % Serbes
- 3,09 % Hongrois
- 0,93 % Allemands

## Armoiries
Les armoiries de Čeminac sont d'azur au lion rampant d'or, tenant un soc de charrue d'argent.